# إيبرهارد فينزيل
إيبرهارد فينزيل (بالإنجليزية: Eberhard Wenzel)‏ هو أكاديمي أسترالي، ولد في 2 يناير 1950، وتوفي في 20 سبتمبر 2001.